# Engelbert Strauss
Engelbert Strauss GmbH & Co. KG, der har hovedsæde i Biebergemünd ved Frankfurt am Main, er en tysk producent med aktiviteter inden for postordre- og detailhandel med arbejdstøj, arbejdsfodtøj og personlige værnemidler. 

## Virksomhed

### Historie
Det begyndte med, at August Strauss rejste rundt i hele Tyskland sammen med sine to sønner, hvoraf den ene hed Engelbert (*1908), og solgte koste og børster, der blev produceret i regionen Spessart. 
Efter krigen videreførte Engelbert Strauss sin families handelsvirksomhed, og ca. 1948 grundlagde han en virksomhed, som han opkaldte efter sig selv. Han tog personlige værnemidler ind i sortimentet. De første produkter, der blev fremstillet, var handsker. De har i dag stadig en central plads i virksomhedens sortiment.
I 1960'erne blev virksomheden lagt om til postordrehandel. Virksomheden begyndte med katalogforsendelse i 1973. Lidt efter lidt blev sortimentet udvidet til også at omfatte beklædning og fodtøj.
I 1994 blev der opført en ny bygning på 40.000m² til at huse logistikken på området i Biebergemünd ved Frankfurt am Main. I 2005 blev den udvidet til dobbelt størrelse, og i 2008 blev virksomheden endnu en gang udvidet. 
I 2015 blev virksomhedens nye flagship store med et areal på knap 50.000m² bygget i Biebergemünd sammen med et campus med mange kontorer samt kursus- og uddannelseslokaler.
Virksomheden bygger i 2017 et nyt service- og logistikcenter. Særligt udbuddet af individuelt udstyr til virksomheder skal udvides med den såkaldte CI-Factory på virksomhedens område i Schlüchtern.

### Ledelsen
I dag er det tredje og fjerde generation, der i fællesskab står i spidsen for familievirksomheden. Engelberts søn Norbert Strauss er i dag sammen med sønnerne Steffen og Henning Strauss direktør for virksomheden, der pt. Har 1.200 medarbejdere.

### Afdelinger
Siden begyndelsen af 1990'erne har virksomheden haft sit hovedsæde i Biebergemünd ved Frankfurt am Main. I 1996 ekspanderede engelbert strauss, og det første datterselskab blev stiftet i Linz/Østrig. Efter stiftelsen af endnu et datterselskab i England i 2002 fulgte yderligere selskaber i Holland, Belgien, Schweiz, Tjekkiet, Sverige og Danmark.

### Priser og udmærkelser
engelbert strauss blev i 2017 udmærket med prisen „Top Nationaler Arbeitgeber 2017“ (bedste nationale arbejdsgiver) i kategorien ”Beklædning, sko og sportsudstyr“ blandt mellemstore virksomheder i Tyskland. Desuden modtog virksomheden for anden gang prisen som „Beliebtestes Familienunternehmen“ (mest populære familievirksomhed). engelbert strauss er således en af de mest populære familievirksomheder i Tyskland.
I 2015 modtog virksomheden den tyske logistikpris og i 2016 den europæiske logistikpris.

## Sortiment
Kernesortimentet består af arbejdstøj, advarselsudstyr, arbejdsfodtøj, handsker og andre personlige værnemidler samt udstyr til industrien, værktøj og kontorartikler.

## Salg

### workwearstores
Virksomheden har fire selvstændige forretninger, såkaldte workwearstores.

### Onlineshop
Virksomheden grundlagde sin første onlineshop i 1998. Her finder man i dag hele virksomhedens sortiment samt en lang række kombinationsmuligheder og produktinformation om hver enkelt artikel.

## Produktion
I øjeblikket fremstilles produkterne i 27 lande fordelt over hele verden. Det omfatter både Europa, Asien og Afrika. Størstedelen af produkterne fremstilles i partnervirksomheder i Asien. Nogle af disse fabrikker producerer udelukkende til engelbert strauss.

## Virksomhedsansvar
engelbert strauss kontrollerer selv arbejdsbetingelserne under produktionen ved hjælp af et monitoreringsprogram, som virksomheden selv har udviklet. Dertil hører også brugen af eksterne uafhængige revisionsvirksomheder. Siden 2013 har virksomheden været bluesign® partner og støtter initiativet Cotton made in Africa.

## Sponsorering
Virksomheden har i mange år positioneret sig foreningsneutralt på platforme af høj lødighed. engelbert strauss har siden 2010 været bandepartner for det tyske fodboldlandshold og desuden ÖFB-Cup partner. Siden 2012 har virksomheden været officiel sponsor for DFB-pokalen samt bandepartner for det østrigske fodboldlandshold. Siden 2014 har virksomheden være sponsor for EHF håndboldeuropamesterskaberne og virksomheden er Presenting Partner for Champions Hockey League. I 2015 blev engelbert strauss også sponsor for Swiss Super League.
Siden 2005 har engelbert strauss stillet udstyr til rådighed for håndværkerne i tv-produktionen „Zuhause im Glück“ (Lykkelige hjem).
Dertil kommer, at virksomheden i 2012-2014 var Presenting Partner i skihopkonkurrencen Vierschanzentournee, og fra 2012 til 2013 var den sponsor for FIM Superbike World Championship.